# Zmaj
Továrna letadel a hydroplánů Zmaj (česky Drak, v srbštině: Фабрика аероплана и хидроавиона Змај) ze Zemunu (malé město nedaleko Bělehradu, nyní součást Bělehradu) byla jugoslávská letecká továrna, která od založení v roce 1927 vyráběla letadla až do roku 1946. Byla založena v bývalých zemunských kasárnách 15. března 1927 v ulici Tošin bunar č. 27 a zakladateli byli inženýr Jovan Petrović a podnikatel Dragoljub Šterić Byla třetí továrnou tohoto druhu vzniklou v Srbsku. Do roku 1946 firma Zmaj vyrobila 359 letadel. V roce 1946, kdy továrna ukončila výrobu pro účely leteckého průmyslu, byla tato společnost znárodněna a sloučena s firmou Rogožarski (Prva Srpska Fabrika Aeroplana Živojin Rogožarski) do státní společnosti Ikarus (Državna Fabrika Aviona Ikarus).

## Vznik a vývoj
Firma Zmaj (Fabrika aeroplana i hidroaviona Zmaj A.D.) se zpočátku zabývala opravami letadel, vojenských technických prostředků a výrobou jednoduchých náhradních dílů. Skromné výrobní prostory neumožňovaly rozsáhlejší výrobu. Teprve s přesídlením firmy v roce 1928 na nové místo do ulice R. Karađorđeva 18 v Zemunu jsou splněny podmínky pro serióznější průmyslovou výrobu. Vznikly nové dílny, pořídily se nové stroje a přijali se noví pracovníci všech odborností. Zmaj zpočátku vyráběl letadla ve francouzské licenci a od počátku 30. let začal vyrábět letouny podle vlastních návrhů. Zahájil tedy s výrobou 45 letounů Arno HD-320 (Hanriot HD-320) s motory Salmson 9Ac o výkonu 90 kW (120 k) a  s deseti školními plovákovými hydroplány Arno HD-41H (Hanriot HD-41H) se stejnými motory Salmson 9Ac. První letadla byla dodána na bělehradské letiště 17. března 1928 a do konce roku 1929 byla celá zakázka realizována. Zmaj v roce 1929 dostal novou technickou výzvu: vyrobit tři stíhačky Dewoitine D.27 celokovové konstrukce a s 12válcovými motory Hispano-Suiza 12Mb. V roce 1930 bylo firmou Zmaj vyrobeno 26 letounů francouzské konstrukce Gourdou Lesure LGL B3 neboli licenční Gourdou - Leseurre GL.22 typ B3 určených pro přechodný výcvik stíhacích pilotů.
V roce 1930 začal Zmaj vyrábět jugoslávské letouny ing. Rudolfa Fizira, 15 cvičných letounů Fizir F1 s motory Wright Whirlwind J-5 a tří hydroplány pro námořní letectvo Království Jugoslávie s motory Gnome-Rhône 9A / IAM 9AD (Fizir F1M-Jupiter). Výroba tohoto typu byla od roku 1928 prováděna zprvu firmou Živojina Rogožarského. Všechny verze letounu F1 (F1, F1V, F1M a F1G, 56 kusů) vyrobily mezi lety 1928 a 1932 společnosti Prva srpska fabrika aeroplana Živojin Rogožarski z Bělehradu a Fabrika aeroplana i hidroplana Zmaj AD v Zemunu.
V roce 1930 si jugoslávský aeroklub u firmy Zmaj objednal tři cvičné dvouplošníky Zmaj Fizir FN s motorem Walter NZ-120 o výkonu 88,3 kW (120 k). Prototyp tohoto letounu byl vyroben v roce 1929 v dílně chorvatského inženýra Fizira v Petrovaradínu. Tento jednomotorový letoun navrhli konstruktéři Rudolf Fizir (1891–1960), Dušan Stankov a Ivan Rukavina. Zmaj Fizir FN byl nejvíce používaný cvičný letoun jugoslávským královským letectvem a to až do roku 1941. Dílna ing. Fizira, kde vznikl prototyp, však neměla kapacity na výrobu většího množství. Vzhledem k tomu, že Fizir FN se ukázal v aeroklubech jako velmi dobrý stroj pro výcvik sportovních pilotů, velitelství jugoslávského královského letectva se rozhodlo nahradit všechny dříve používané letouny Hansa-Brandenburg B.I. a Hanriot novými letouny Fizir FN (FN = Fizir Nastavni neboli instruktážní Fizir) a zadala výrobu továrně Zmaj. Letoun se osvědčil i pro základní pilotní výcvik v armádě. Do roku 1939 bylo v letecké společnosti Rogožarski, v Albatrosu ze Severní Mitrovice a ve Zmaji postaveno celkem 196 letadel Fizir FN (z toho 136 ve Zmaji) a také čtyři hydroplány Zmaj Fizir FN-H. Posledních 10 letounů typu FN bylo vyrobeno ve Zmaji od roku 1943. Po válce byl tento letoun využíván především pro výcvik až do roku 1950, kdy byl postupně nahrazen letounem Ikarus Aero 2.

## Světová hospodářská krize a doba zotavení

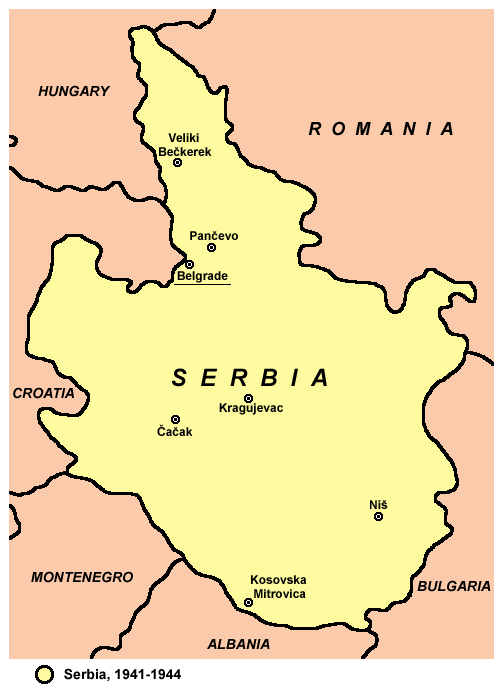
Srbsko (1941–1944)

Během krize, která se v Jugoslávii naplno projevila roce 1932, klesl počet zaměstnanců na pouhých 15 a stav trval až do roku 1935 . Vedení firmy Zmaj se podařilo zajistit výrobu třímotorového letounu Spartan Cruiser se sedmi sedadly pro cestující, který byl v roce 1935 dodán na základě britské licence pro leteckou společnost Jugoslávského království "Aeroput". Kromě inženýra Fizira, který byl hlavním inženýrem Zmaje, pracoval v jeho dílně jako hlavní statik a konstruktér inženýr Dušan Stankov, pod jehož vedením byl v průběhu roku 1934 ve Zmaji, v době hospodářské krize z projektu přechodového dvouplošníku FP-1 (FP = Fizir Prelazni, Fizir Přechodný, 1931) byl vyvinut úspěšný cvičný letoun Zmaj Fizir FP-2 s motorem Gnome Rhone K-7. Od roku 1936 Zmaj vyráběl několik sérií cvičných Fizir FP-2 (celkem 66 exemplářů) podle programu modernizace vojenského letectva. Firma se rychle zotavila a již v roce 1937 měla kapitál 8 milionů dinárů a v roce 1939 už 20 milionů fixního a 34 milionů dinárů provozního kapitálu. V té době měl Zmaj celkem asi 1000 zaměstnanců.
V roce 1937 Zmaj vyrobil v licenci 16 letounů Hawker Fury. Před válkou se Zmaj zúčastnil v roce 1940 konkurzu na výběr domácího lehkého bombardéru. Podle návrhu technického ředitele továrny Stankova a inženýra Dučiče byl vyroben jeden Zmaj Fizir R-1 se dvěma motory  Hispano-Suiza 14AB po 552 kW (750 k) a se smíšenou konstrukcí. Letoun byl dobře vyzbrojen, ale zkoušky bombardéru za letu nebyly dokončeny. Během roku 1940 vyrobil Zmaj také 16 stíhaček Hawker Hurricane MK-1 s motorem Rolls-Royce Merlin o výkonu 770 kW (1 030 k). Poslední dva Hurricany byly dodány jugoslávské armádě během dubnové války 11. dubna 1941.

## Období války a následného zániku letecké výroby
Po porážce Jugoslávie (v tzv. Dubnové válce) nacistickým Německem, fašistickým Italským královstvím, Maďarským královstvím a dalšími z uskupení Osa se stát rozpadl na několik samostatných celků. V okupovaném a okleštěném zbytku Srbska byl ustanoven loutkový režim generála Milana Nediće. Za války Zmaj pokračoval v práci. Opravovány byly především německé letouny a letouny NDH (Nezavisna Država Hrvatska, Nezávislý stát Chorvatsko). Posledních 10 letadel Fizir FN bylo ve Zmaji vyráběno od roku 1943 pro potřeby letectva NDH, ale dokončeny byly až po osvobození Srbska. Po osvobození Zemunu (22. října 1944) firma Zmaj pracovala na údržbě letounů a další bojové techniky pro potřeby jugoslávské armády. Sremská fronta byla jen 100 km od Zemunu a válka trvala ještě dalších 7 měsíců až do 12. dubna 1945.
Během let 1945–1946 bylo provedeno v Jugoslávii znárodnění nejenom průmyslových podniků. Majitelům Petrovićovi a Šterićovi byl podnik Zmaj vyvlastněn a stal se státním podnikem. Část výrobního zařízení a dělnictvo Zmaje spolu s továrnou Rogožarski, kterou stihl stejný osud, bylo v roce 1946 připojeno k rovněž znárodněnému Ikarusu (Državna Fabrika Aviona, Státní továrna na letadla). Od té doby Zmaj přestal produkovat jako továrna na letadla a hydroplány a stal se továrnou na zemědělské stroje, jejíž zkušenosti v oblasti špičkových technologií, získané výrobou letadel, umožnily dynamický rozvoj zemědělských strojů. V roce 2006 byla firma IMP Zmaj privatizována, aby o pět let později řízeně zkrachovala (šlo s největší určitostí o pozemky, na kterých továrna stála).

## Výroba původních konstrukcí
- Fizir F1 (výcvikový letoun vyráběný v letech 1925–1933)
  - Fizir F1 – prototyp se 6válcovým řadovým motorem Maybach Mb IVa o výkonu 180–190 kW/240–260 k (1 letoun, 1925)
  - Fizir F1V-Maybach 260 – s motorem Maybach Mb IVa o výkonu 180–190 kW/240–260 k (32 strojů, 1928)
  - Fizir F1V-Loren – prototyp s motorem Lorraine-Dietrich 12Eb W-12 o výkonu 340 kW/450 k a 15 letounů typu Fizir F1V-Maybach přestavěných na verzi s motorem Lorraine, 1933
  - Fizir F1V-Hispano – prototyp s motorem Hispano-Suiza 12G V-12 o výkonu 340 kW/450 k (1 prototyp, 1928)
  - Fizir F1V-Wright – s hvězdicovým motorem Wright Whirlwind J-5 o výkonu 160 kW/220 k (1 prototyp a 15 sériových letounů, 1930), později byly motory nahrazeny typem Lorraine-Dietrich 12Db o výkonu 400 k
  - Fizir F1M-Jupiter – námořní, hydroplán (také označovaný jako Velký Fizir) s 9válcovým hvězdicovým motorem Gnome-Rhône 9A / IAM 9AD o výkonu 310 kW/420 k (5 letounů, 1930)
  - Fizir F1G-Castor – s hvězdicovým, 7válcovým motorem Walter Castor o výkonu 180–190 kW/240–260 k (1 prototyp, 1931)
  - Fizir F1G-Titan – s hvězdicovým, 7válcovým motorem Bristol Titan o výkonu 170 kW/230 (1 prototyp, 1931)
- Fizir FN (výcvikový letoun vyráběný v letech 1930–1943)
  - Zmaj Fizir FN (Mercedes) - s řadovým motorem Mercedes o výkonu 120 k/88 kW, 10 letounů
  - Zmaj Fizir FN (Walter NZ) -  s hvězdicovým motorem Walter NZ-120, 196 letounů
  - Zmaj Fizir FN-H (Walter Mars) - plovákový letoun (hydroplán) s hvězdicovým motorem Walter Mars, 4 letouny
- Fizir FP (výcvikový letoun vyráběný v letech 1934–1936)
  - Zmaj Fizir FP-1 – prototyp s motorem Walter NZ-120 R (1934)
  - Zmaj Fizir FP-2 – sériový letoun (66 letounů, 1936) se 7válcovým hvězdicovým motorem Gnome-Rhône 7K (Société des Moteurs Gnome et Rhône) o vzletovém výkonu 280 kW (380 k)
  - Zmaj Fizir FP-2 (Pollux) – prototyp devítiválcovým motorem Walter Pollux II o výkonu 250 kW (340 k) (1 letoun, 1934)
  - Zmaj Fizir FP-2H – prototyp hydroplánu s motorem Gnome-Rhône K-9 (1 letoun, 1936)
- Zmaj Fizir R-1 - víceúčelový stíhač, bombardér a průzkumný letoun (1 prototyp, 1940)

## Výroba podle licencí
- Arno HD-320 (Hanriot HD-320) - výcvikový letoun (45 exemplářů v letech 1928 a 1929)
- Arno HD-41H (Harniot HD-41H) - hydroplán (10 exemplářů v roce 1928)
- Dewoitine D-27 (Dewoitine D.27) - stíhací letoun (3 exempláře v roce 1929)
- Gourdou Lesure LGL B3 (Gourdou - Leseurre GL.22 Typ B3) - výcvikový a stíhací letoun (26 exemplářů v roce 1930)
- Heinkel He-8 (Heinkel He-8) - hydroplán (1 letoun z roku 1931).
- Spartan Cruiser (Spartan Cruiser) - dopravní letoun (1 exemplář v roce 1935)
- Hawker Fury (Hawker Fury) - stíhací letoun (16 exemplářů v roce 1937)
- Hawker Hurricane MK I (Hawker Hurricane MK I) - stíhací letoun (16 exemplářů v roce 1940).

## Galerie

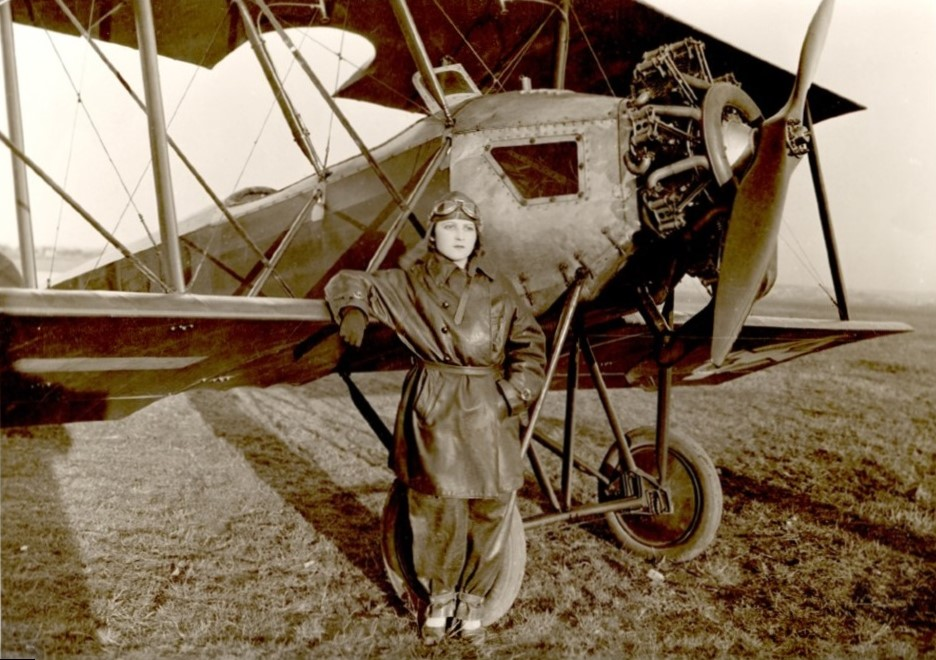
Arno HD-320 a Danica Tomić, první pilotka (1928)
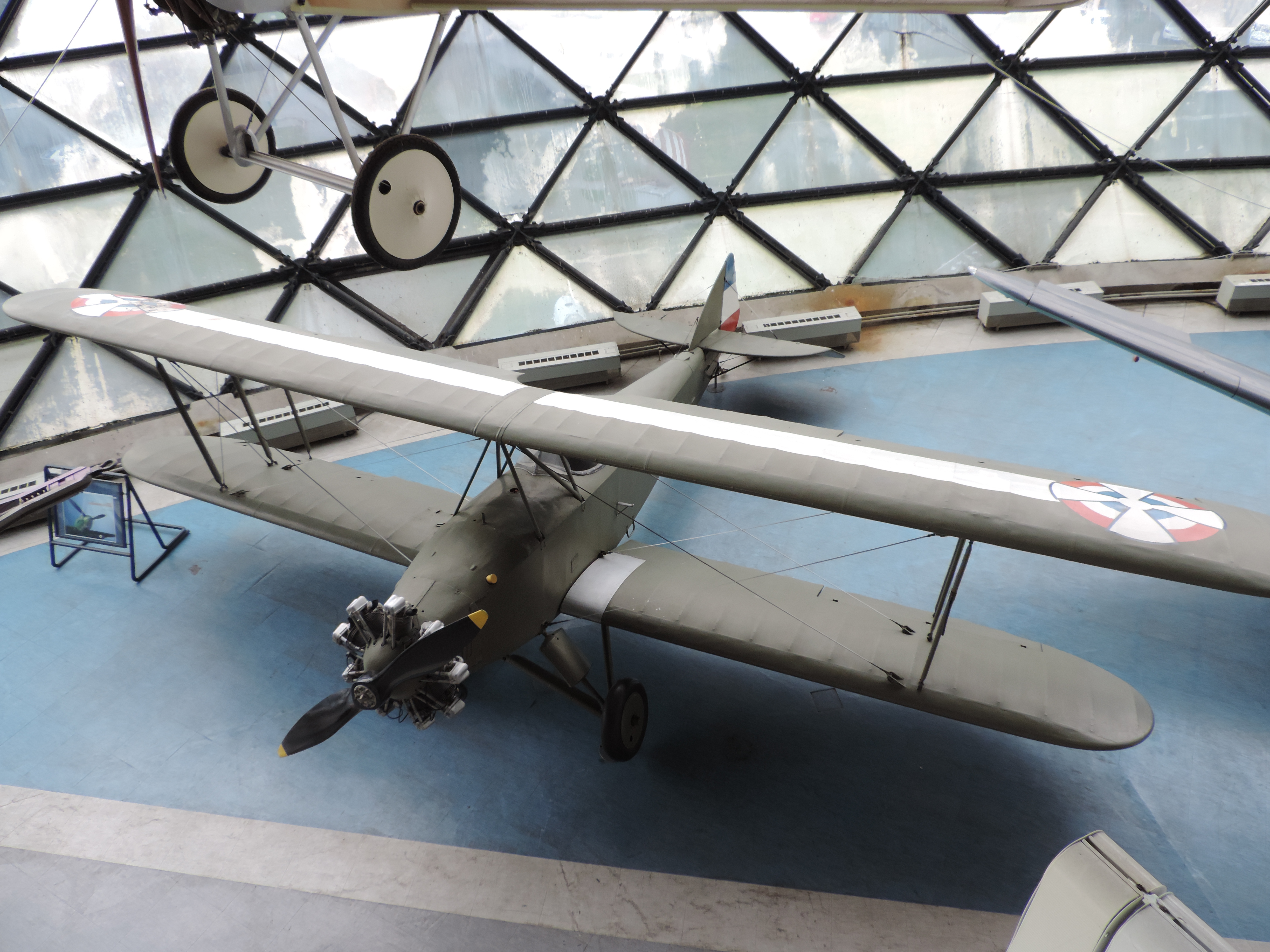
Zmaj Fizir FN s motorem Walter NZ-120 (Letecké Museum Bělehrad)
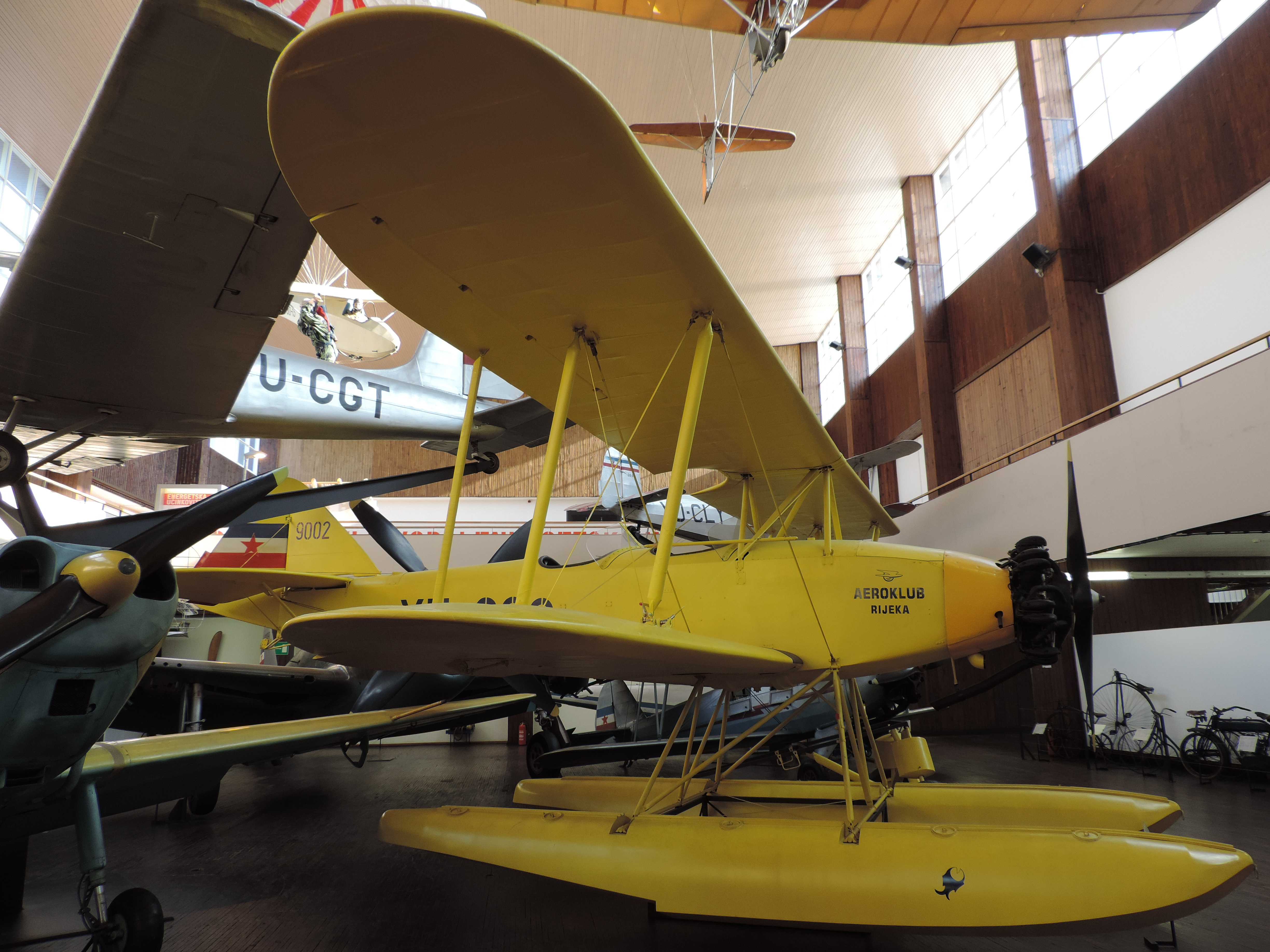
Zmaj Fizir FN-H, hydroplán s motorem Walter Mars (Technické muzeum Záhřeb)
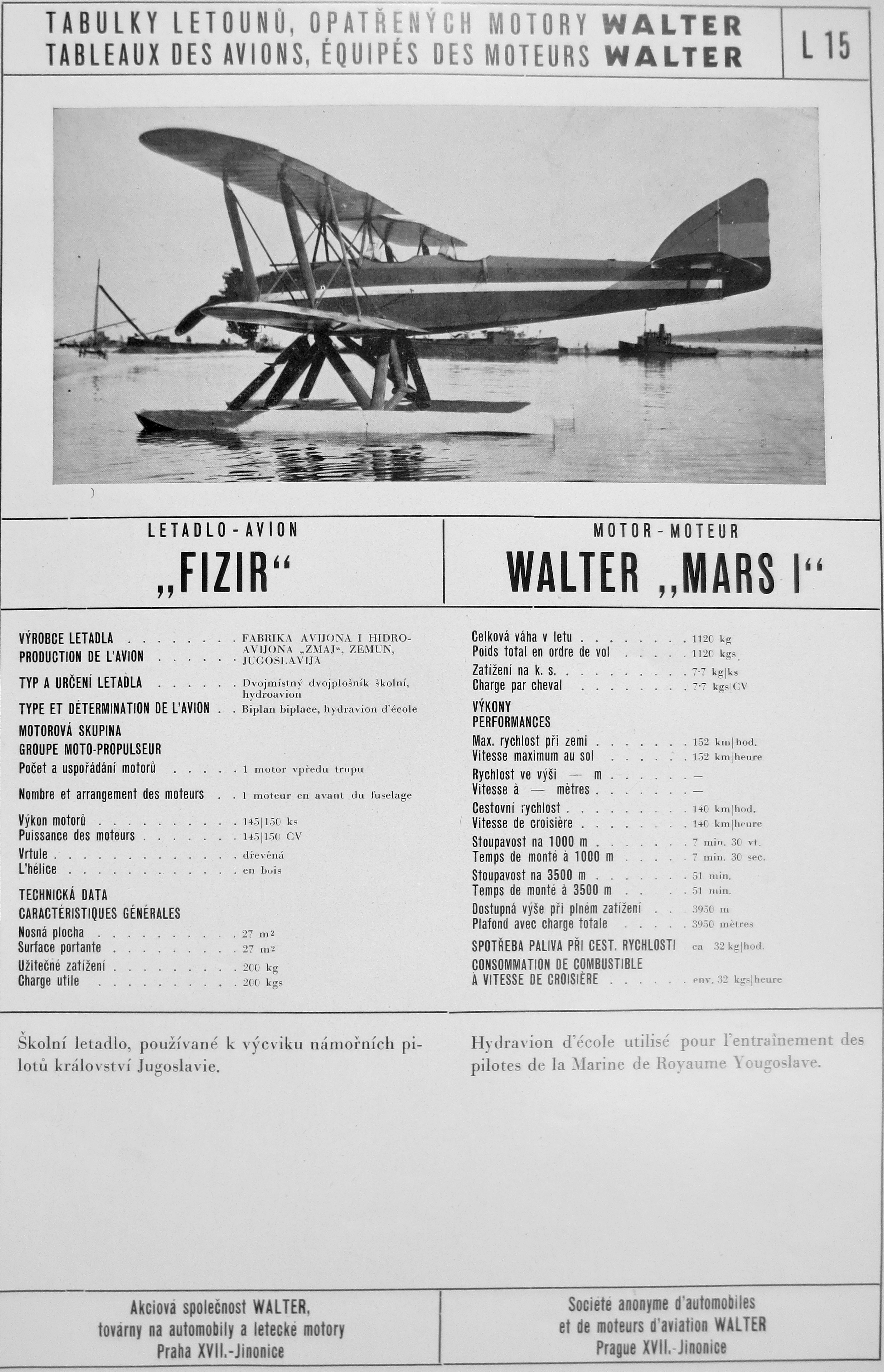
Katalogový list: Fizir FN-H a Walter Mars I
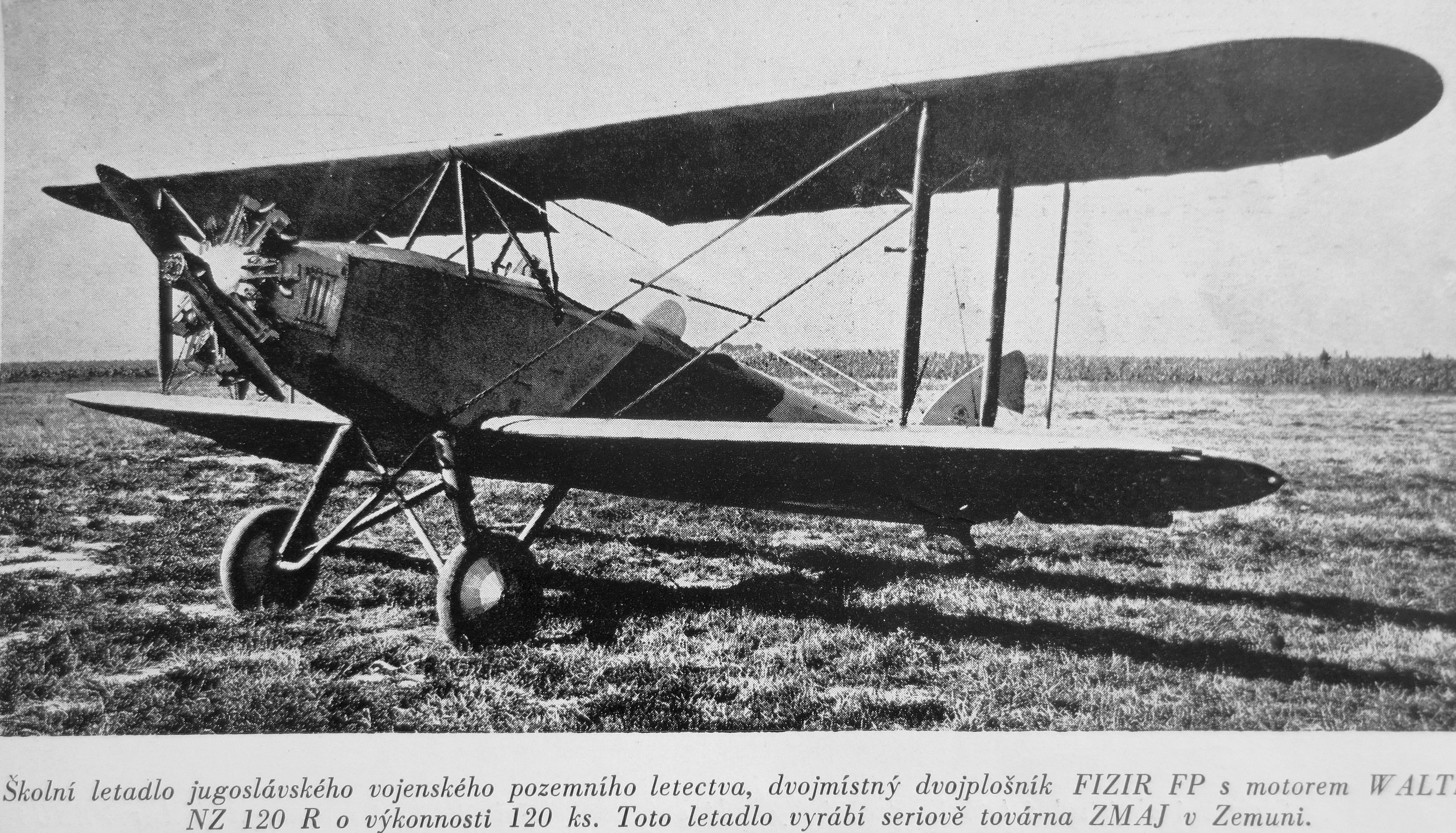
Zmaj Fizir FP-1, prototyp s motorem Walter NZ-120 R (1933)
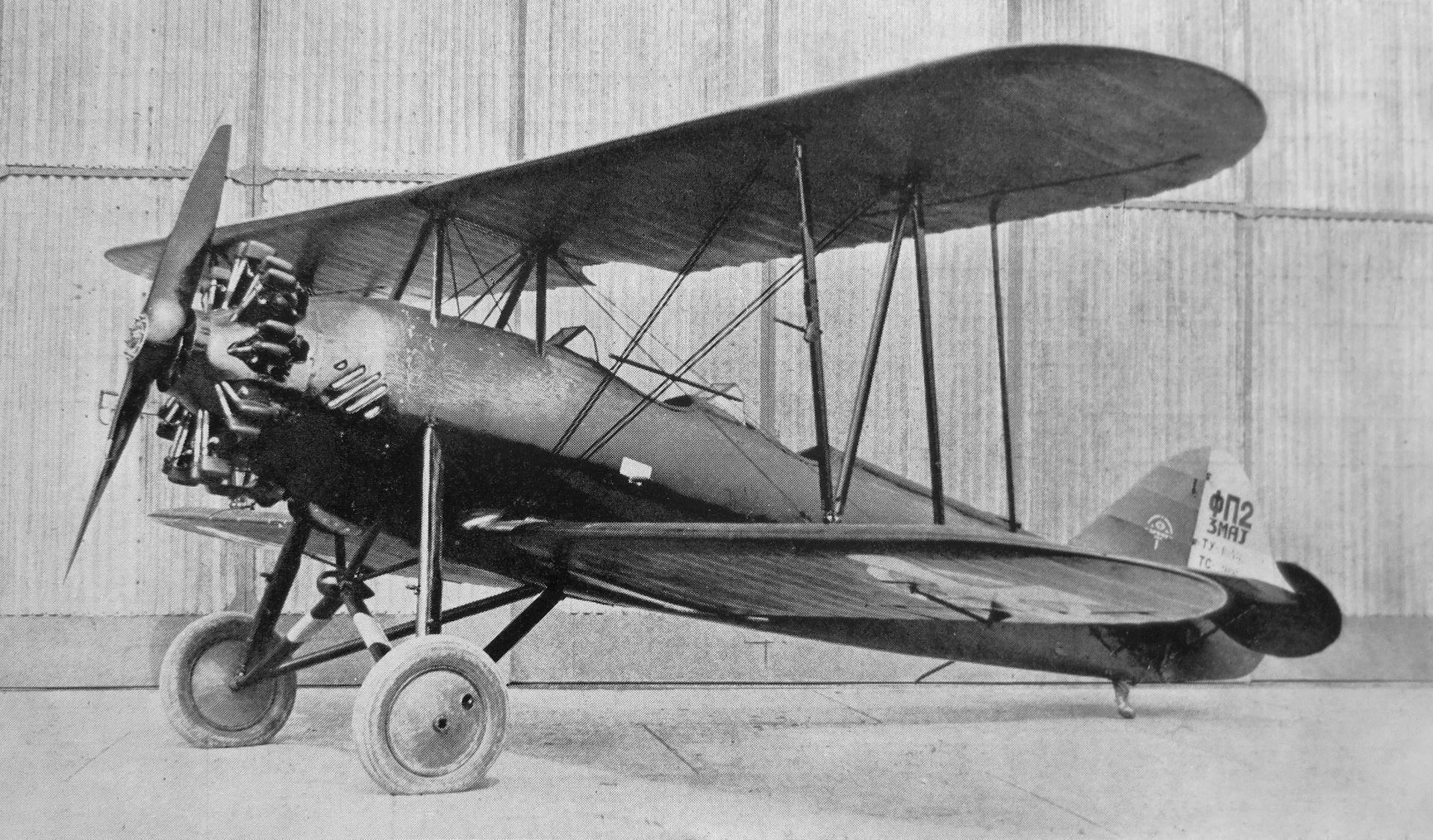
Zmaj Fizir FP-2, prototyp s motorem Walter Pollux II (1934)